# Gidda
Gidda is een geslacht van kevers uit de familie van de loopkevers (Carabidae). De wetenschappelijke naam van het geslacht is voor het eerst geldig gepubliceerd in 1920 door Andrewes.

## Soorten
Het geslacht Gidda is monotypisch en omvat slechts de volgende soort:
- Gidda barthelemyi Andrewes, 1920